# Hovtun
Hovtun (in armeno Հովտուն?) è un comune di 190 abitanti (2001) della provincia di Shirak in Armenia.